# Alexander von Oettingen

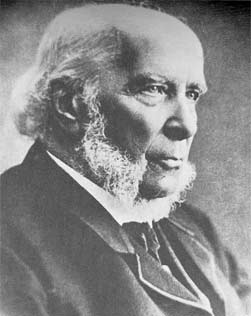
Alexander von Oettingen

Alexander Konstantin von Oettingen (* 12. Dezemberjul. / 24. Dezember 1827greg. in Wissust, Gouvernement Livland; † 8. Augustjul. / 21. August 1905greg. in Dorpat, Gouvernement Livland) war ein deutsch-baltischer lutherischer Theologe und Vordenker in der Sozialethik, Professor an der Kaiserlichen Universität Dorpat und kaiserlich russischer Wirklicher Staatsrat.

## Leben

### Herkunft und Familie
Alexander von Oettingen entstammte dem baltischen Adelsgeschlecht von Oettingen und war der Sohn des gleichnamigen Gutsbesitzers Alexander von Oettingen (1798–1846), livländischen Landmarschalls und Landrats, und der Helene von Knorring (1793–1863).
Oettingen heiratete in erster Ehe am 8. Mai 1853 in Erlangen Sophie von Raumer (* 16. Januar 1826 in Erlangen; † 5. Januar 1863 in Dorpat), die Tochter des preußischen Bergrats Karl Georg von Raumer, Professor der Naturwissenschaften an der Universität Erlangen, und der Friederike Reichard.
In zweiter Ehe heiratete er am 7. März 1865 die verwitwete Bertha Ewers (* 6. Dezember 1818; † 4. April 1913 in Dorpat; aus russischem Adel), die Tochter des Rektors der Universität Dorpat Gustav von Ewers, Professor der Geschichte sowie des Staats- und Völkerrechts, und der Dorothea von Maydell.
Er war ein Bruder des Mediziners Georg von Oettingen und des Physikers Arthur von Oettingen. Drei weitere Brüder, August Georg Friedrich (1823–1908), Nicolai Conrad Peter (1826–1876) und Eduard Reinhold (1829–1919), waren in der livländischen Landespolitik aktiv. August Georg Friedrich von Oettingen war von 1886 bis 1889 Stadthaupt (Bürgermeister) von Riga.

### Werdegang
Nach Besuch der Krümmerschen Privatanstalt in Werro von 1837 bis 1845 studierte er bis 1849 an der Kaiserlichen Universität Dorpat Theologie, der einzigen lutherischen theologischen Fakultät des Russischen Reiches. Nach seinem Kandidatenexamen am 19. Juni 1850 folgten weitere Studien an der Universität Erlangen (bei Johann Christian Konrad von Hofmann), an der Universität Berlin, an der Universität Bonn (bei Albrecht Ritschl) und an der Universität Rostock. Nach seiner Magisterpromotion in Dorpat mit der Abhandlung Die Hoffnung Israels im Lichte der heiligen Schrift am 3. Dezember 1853 folgte am 17. April 1854 die Ernennung zum Privatdozenten, nach seiner Doktorpromotion mit der Arbeit De peccato in Spiritum Sanctum am 7. Mai 1854 die Ernennung zum außerordentlichen Professor der Dogmatik und theologischen Moral am 5. Juni 1856, zum Ordinarius am 7. September 1856. 1873–1875 war er Dekan der Theologischen Fakultät. Von 1861 bis 1862 verließ er Dorpat und lehrte als Religions- und Gesangslehrer an einem Privatgymnasium in Meran, wo er die erste evangelisch-lutherische Kirche in Tirol gründete. 1888 gründete er das Alexanderasyl für arbeitslose Handwerker. 1890 erfolgte seine Emeritierung, er leitete aber von 1889 bis 1902 noch eine Elementarschule für arme Kinder.
Während Oettingen selbst heute weitgehend vergessen ist, hat sich der von ihm geprägte Begriff Sozialethik in der Wissenschaftssprache gehalten.

## Auszeichnungen
- Titel Wirklicher Staatsrat
- Orden des Heiligen Wladimir, 3. Klasse[3]
- Annenorden, 2. Klasse
- Sankt-Stanislaus-Orden, 2. Klasse mit der kaiserlichen Krone

## Veröffentlichungen (Auswahl)

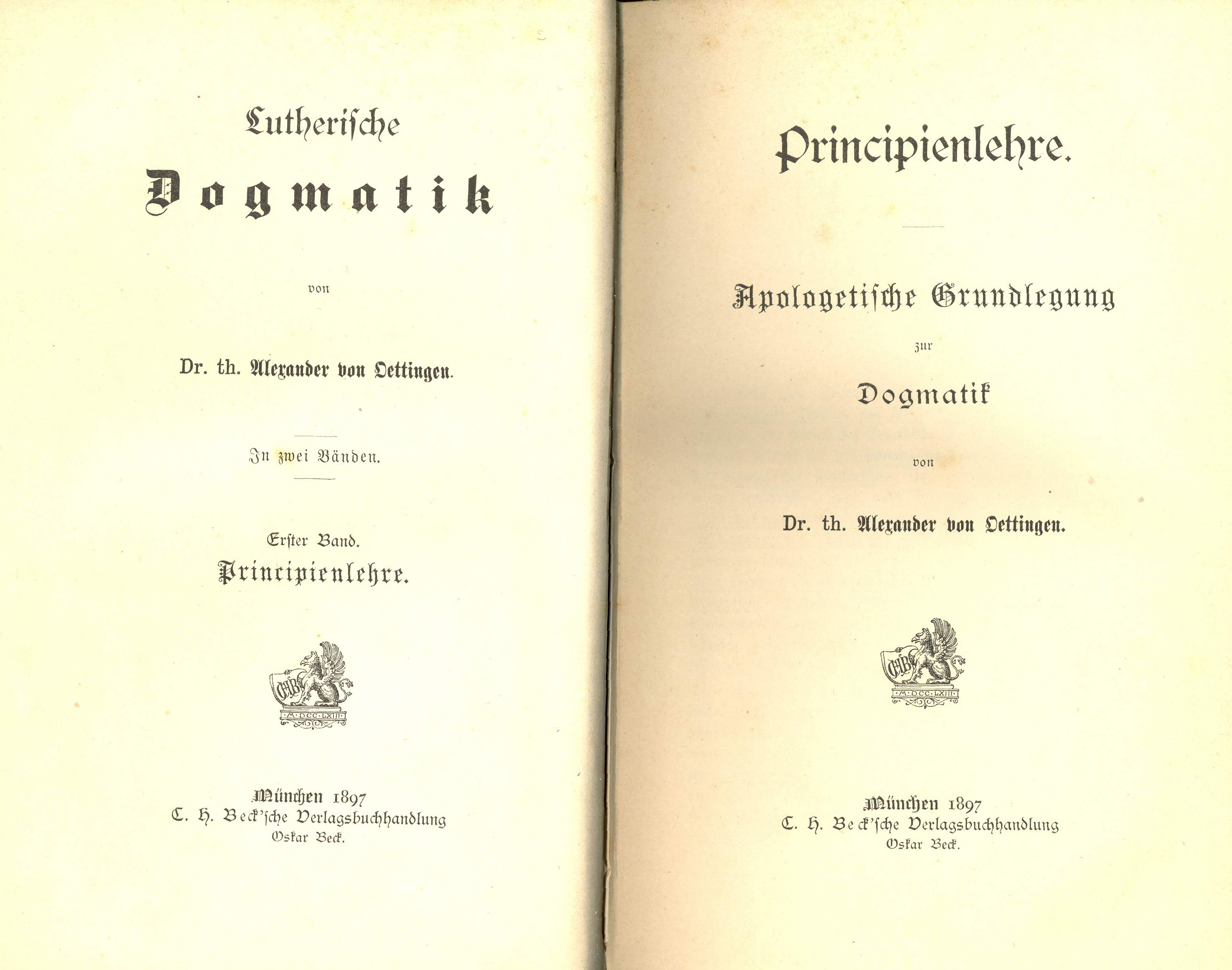
Titelblatt des ersten Bands der Dogmatik von Oettingens

- Die synagogale Elegik des Volkes Israel. Dorpat 1853.
- De peccato in spiritum sanctum. Dorpat 1856.
- Eine lutherische Kirchweih und die confessionelle Bewegung in Tirol. In: Dorpater Zeitschrift für Theologie und Kirche. Band 4, 1862.
- Die Wiedergeburt durch die Kindertaufe. In: Dorpater Zeitschrift für Theologie und Kirche. Band 4, 1862 und Band 5, 1863.
- Die neuesten Kundgebungen der religiösen „Fortschrittspartei“ in Deutschland. In: Dorpater Zeitschrift für Theologie und Kirche. Band 5, 1863.
- Zur Wahrung der „Zweinaturlehre“ gegenüber dem modernen Monophysitismus. In: Dorpater Zeitschrift für Theologie und Kirche. Band 9, 1867.
- Die Moralstatistik in ihrer wissenschaftlichen Bedeutung für eine Socialethik. In: Dorpater Zeitschrift für Theologie und Kirche. Band 9, 1867.
- Die Moralstatistik und ihre Bedeutung für eine Sozialethik. 2 Bände, Erlangen 1868, 3. Auflage, 1882.
- Die Moralstatistik und die christliche Sittenlehre. 1873.
- System der christlichen Sittenlehre. 2 Bände, Erlangen 1874.
- Antiultramontana. Erlangen 1876.
- Wahre und falsche Auctorität. Mit Beziehung  auf die gegenwärtigen Zeitverhältnisse. Leipzig 1878.
- Zur Inspirationsfrage. Riga 1878.
- Hippels Lebensläufe. Eine baltische Geschichte aus dem vorigen Jahrhundert für die Gegenwart bearbeitet. Jubelausgabe in drei Büchern. Herausgegeben von Alexander von Oettingen. Leipzig 1878.
- Obligatorische und fakultative Civilehe nach den Ergebnissen der Moralstatistik. Ein Wort zum Frieden. Leipzig 1881.
- Ueber akuten und chronischen Selbstmord. Dorpat und Fellin 1881.
- Christliche Religionslehre auf reichsgeschichtlicher Grundlage. Erlangen 1885.
- Was heißt christlich-sozial?. Leipzig 1886.
- Zur Duellfrage. Dorpat 1889.
- Lutherische Dogmatik. 3 Bände, München (Band 1 Principienlehre 1897, Band 2 System der christlichen Heilswahrheit Teil 1, 1900, Teil 2, 1902).
- Haus und Heimat. In: Baltische Lebenserinnerungen, hrsg. v. Alexander Eggers, Heilbronn 1926, S. 169–182 (autobiografische Darstellung).